# Робърт Грейвс
Вижте пояснителната страница за други личности с името Робърт Грейвс.
Робърт Грейвс (на английски: Robert von Ranke Graves) е британски поет, писател, учен и романист. Автор на над 140 произведения.

## Биография и творчество
Майката на Грейвс е пряка потомка на известния немски историк Леополд фон Ранке, а баща му Алфред Пърсивал Грейвс е ирландски поет. Завършва основното си образование в привилегированото учебно заведение Чартърхаус. Веднага след завършването на средното си образование през 1914 г., с началото на Първата световна война, Грейвс отива доброволец на фронта. Демобилизиран е в чин капитан след тежко раняване при битката при Сома. Постъпва в Оксфордския университет.
Дебютът на авторът става сборникът стихотворения „Над жаравата“ (на английски: Over the Brazier) през 1916 г.
През 1926 г. завършва Оксфорд със степен бакалавър по литература. През 1929 г. се преселва в Майорка, където остава до края на живота си.
В началото на 70-те години на XX век у Грейвс се усилва загубата на паметта. През 1975 г. той престава да се занимава с писателска дейност.
Сред най-известните романи на Грейвс са „Аз, Клавдий“ (филмиран) и „Велизарий“, но може би най-голяма популярност му носи изследването върху митологията „Бялата богиня“ (1948, 1960).